# Dakariella concinna
Dakariella concinna is een mosdiertjessoort uit de familie van de Smittinidae. De wetenschappelijke naam van de soort is voor het eerst geldig gepubliceerd in 1993 door Hayward.